# Manic
Manic – wieś w Rumunii, w okręgu Bistrița-Năsăud, w gminie Chiochiș. W 2011 roku liczyła 258 mieszkańców.